# 八王子市立由井中学校
八王子市立由井中学校（はちおうじしりつゆいちゅうがっこう）は東京都八王子市片倉町にある公立中学校。

## 学級規模
生徒数は1学年143名、2学年153名、3学年133名　合計428名である。特別支援学級28名である（2023年|令和5年1月1日現在）。

## 沿革
- 1947年（昭和22年） - 南多摩郡由井村立由井中学校設立許可
- 1947年（昭和22年） - 由井村立第二小学校内に併設して開校
- 1955年（昭和30年） - 八王子市立由井中学校に改称
- 1958年（昭和33年） - 校歌制定
- 1966年（昭和41年） - 第1校舎（鉄筋3階建）と別棟　技術科室（鉄筋）完成
- 1967年（昭和42年） - 屋内体育館完成
- 1974年（昭和49年） - 打越中学校新設にともない学区域一部変更
- 1976年（昭和51年） - 第2校舎（鉄筋防音2階建）完成
- 1977年（昭和52年） - 創立30周年記念式典
- 1980年（昭和55年） - 中山中学校校新設にともない学区域一部変更
- 1986年（昭和61年） - 第3校舎（特別教室、屋上プール）完成
- 1997年（平成9年） - 創立50周年記念式典
- 1999年（平成11年） - ふるさと資料室」と「心の教室」完成
- 2012年（平成24年） - 特別支援学級開設
- 2017年（平成29年） - 創立70周年記念式典

## 教育目標
人権尊重の精神に基づき、新しい時代を担う知・徳・体の調和のとれた生徒の育成をめざして、次の教育目標を定める。
- 自ら考え学習する生徒
- 思いやりのある礼儀正しい生徒
- 正義を愛し心豊かな生徒
- 体を鍛えくじけない生徒
- 進んで社会に奉仕する生徒

## 校歌・校章
- 校歌（作詞:土岐善麿、作曲:信時潔）
- 校章 　生徒、職員から募った図案を検討の末、大橋富蔵氏のものに決定。文化国家を願い、ペンとYUIをあらわしている。

## 校地環境
八王子市の南部・小比企丘陵の上に位置し、南には多摩丘陵が東西に連なり、西方には秀峰富士を望む景観の地である。横浜線・京王線・国道16号線・北野街道が縦横に走り、交通の便も良い。古くは歴史的に由緒ある地であり、かつては農村であったが、大規模住宅地ができるなど市街地化が進んでいる。

## 学区
交通の利便性や学校自由選択制の導入により、市内全域から通学している。
- 八王子市立いずみの森義務教育学校 - 片倉町学区からの進学先中学校。

## 部活動

### 運動系
- 野球部
- サッカー部
- バスケットボール部（男女）
- 陸上競技部
- バドミントン部
- ソフトテニス部
- 剣道部
- 卓球部

### 文化系
- 吹奏楽部
- 美術部
- 茶道部
- 文芸部
- 園芸部

## アクセス
- 京王電鉄 京王線 京王片倉駅から徒歩5分
- JR線 横浜線 片倉駅から徒歩35分

## 主な出身者
- 滝沢秀明（タレント経験者、演出家、実業家）
- 塚本高史（俳優）